# Value Drug Mart
Value Drug Mart este un lanț de farmacii cu 36 de locații în Canada, în special în Alberta și Columbia Britanică. Compania a fost fondată în 1978 de farmacistul Barry Katz⁠(d). 

## Istoric
Value Drug Mart Associates Ltd. a fost înființat în anul 1978 de Barry Katz, un farmacist, împreună cu alți 12 farmaciști, printre care și fiul său, Daryl Katz, care avea să fondeze ulterior cel mai mare lanț de farmacii din Canada, Katz Group of Companies⁠(d).
Din anul 1983, VDMA a fost unicul sponsor al turneului anual de hochei pe gheață Value Drug Mart Spring Classic, un eveniment desfășurat în Calgary, Alberta, ce adună în fiecare an echipe de hochei din întreaga provincie Alberta, într-o competiție care se desfășoară pe parcursul unui weekend.